# ATP Challenger Trophy 2007
L'ATP Challenger Trophy 2007 è stato un torneo di tennis facente parte della categoria ATP Challenger Series nell'ambito dell'ATP Challenger Series 2007. Il torneo si è giocato a Trnava in Slovacchia dal 24 al 30 settembre 2007 su campi in terra rossa.

## Vincitori

### Singolare
Jan Hernych ha battuto in finale  Tomáš Zíb con il punteggio di 6–3, 3–6, 6–4

### Doppio
Filip Polášek /  Igor Zelenay hanno battuto in finale  Diego Junqueira /  Rubén Ramírez Hidalgo con il punteggio di 6–1, 6–4